# Testudinella reflexa
Testudinella reflexa är en hjuldjursart som först beskrevs av Gosse 1887.  Testudinella reflexa ingår i släktet Testudinella och familjen Testudinellidae. Arten är reproducerande i Sverige. Inga underarter finns listade i Catalogue of Life.